# Object Pascal
Object Pascal je rozšíření programovacího jazyka Pascal o některé vlastnosti objektově orientovaného programování.

## Raná historie v Apple
Object Pascal vytvořili v roce 1985 pro společnost Apple Computer Niklaus Wirth a Larry Tesler a rozšiřoval existující programovací jazyk Pascal o objektově orientovaný přístup.
Object Pascal vznikl za účelem vývoje MacApp, aplikačního rozhraní pro počítače Macintosh (dnes bychom spíš řekli knihovny tříd). Rozšíření v Object Pascalu i MacApp samotný vyvinuli Barry Hanes, Ken Doyle a Larry Rosenstein, testoval je Dan Allen. Na celý projekt dohlížel Larry Tesler.
Společnost Apple přestala jazyk Object Pascal podporovat v roce 1994 v souvislosti s přechodem z procesorové architektury Motoroly 68K na PowerPC od IBM.

## Léta Borlandu
V roce 1986 zavedla společnost Borland obdobná rozšíření do svého produktu Turbo Pascal pro počítače Macintosh a v roce 1989 také do Turbo Pascalu 5.5 pro DOS. Jazyk pojmenovala Object Pascal. Když Borland v roce 1994 přesunul svou pozornost od DOSu k Windows, přejmenoval Turbo Pascal na Delphi a uvedl řadu nových rozšíření taktéž s označením Object Pascal. Zrušil však zpětnou kompatibilitu použitím klíčového slova class namísto object, konstruktoru Create a virtuálního destruktoru Destroy, vlastností, ukazatelů na metody a několika dalších věcí.

## Lazarus freepascal (Object Pascal)
Lazarus je velmi podobný Delphi a patří mezi vývojové prostředí IDE s Object Pascal.

## Open source překladače s podporou Apple
V současné době (2005) se jak Free Pascal, tak GNU Pascal snaží zachovat kompatibilitu s Mac Pascalem. Free Pascal umožňuje do určité míry kombinaci objektů v Delphi módu s objekty v Apple Pascalu.

## Překladače
Vedle již zmíněných překladačů Delphi, Free Pascal a GNU Pascal je zde několik dalších, povětšinou klony Delphi, implementující části Object Pascalu, buď v dialektu Applu nebo Borlandu:
- Virtual Pascal Archivováno 8. 4. 2020 na Wayback Machine. (dialekt Delphi) – jednoduchý Turbo Pascal a Delphi 2 kompatibilní překladač, s podporou pro OS/2, Windows, DOS a částečně Linux. V současné době je vývoj ukončen.
- Pocket Studio (dialekt Delphi) – překladač/RAD, zaměřený na ARM/Palm s několika vlastními rozšířeními. Současný stav vývoje není známý, ani to, zda je stále v prodeji.
- Oxygene (dříve známý jako Chrome) – je zásuvný modul pro Visual Studio a nativní .NET/Mono překladač pro příkazový řádek. Zaměřuje se na platformu .NET či Mono a z uvedených překladačů je nejnovější.

Object Pascal používá vývojové prostředí (IDE) Lazarus.

## Ukázka kódu

### Apple Object Pascal
```
program ObjectPascalExample;

type
  THelloWorld = object
    procedure Put;
  end;

var
  HelloWorld: THelloWorld;

procedure THelloWorld.Put;
begin
  WriteLn('Hello, World!');
end;

begin
  New(HelloWorld);
  HelloWorld.Put;
  Dispose(HelloWorld);
end.
```

### TurbopaskalovýObject Pascal
```
program ObjectPascalExample;

type
  PHelloWorld = ^THelloWorld;
  THelloWorld = object
    procedure Put;
  end;

var
  HelloWorld: PHelloWorld;

procedure THelloWorld.Put;
begin
  WriteLn('Hello, World!');
end;

begin
  New(HelloWorld);
  HelloWorld^.Put;
  Dispose(HelloWorld);
end.
```

### DelfskýObject Pascal
```
program ObjectPascalExample;

type
  THelloWorld = class
    procedure Put;
  end;

var
  HelloWorld: THelloWorld;

procedure THelloWorld.Put;
begin
  WriteLn('Hello, World!');
end;

begin
  HelloWorld := THelloWorld.Create;
  HelloWorld.Put;
  HelloWorld.Free;
end.
```